# Arbeitsweg

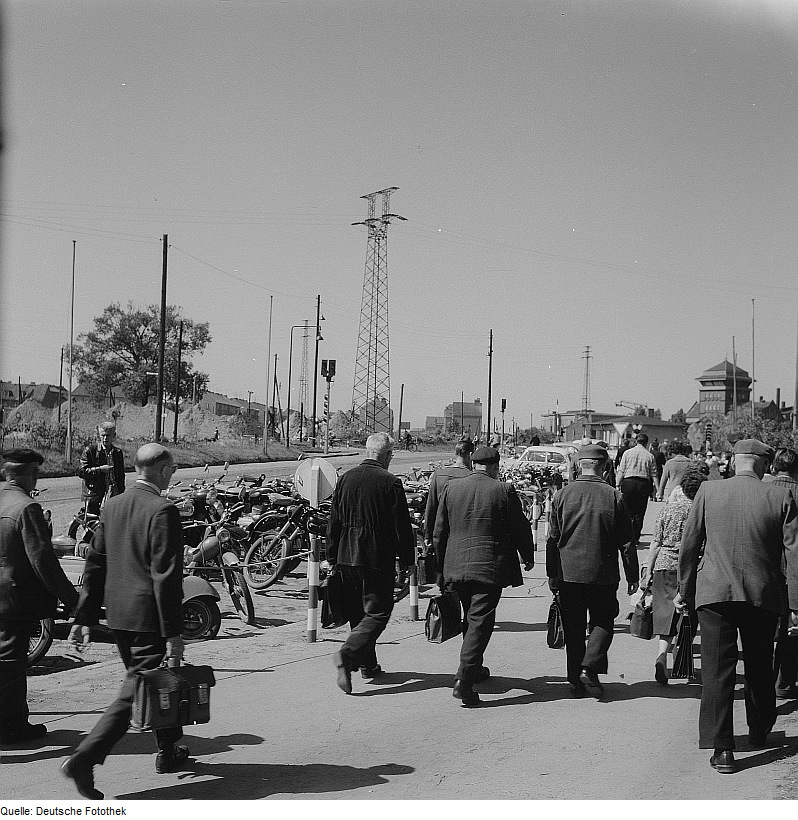
Arbeiter auf dem Weg zur Arbeit

Der Arbeitsweg ist in verschiedenen Rechtsgebieten die Wegstrecke, die ein Arbeitnehmer zwischen seiner Wohnung und der Arbeitsstätte und umgekehrt zurückzulegen hat. 

## Allgemeines
Da Arbeitsort und Wohnort meist nicht identisch sind (Ausnahme: Arbeitszimmer), muss der Arbeitnehmer einen Arbeitsweg in Kauf nehmen. Der Arbeitsweg ist weder Teil der Arbeitszeit noch gehört er zur Freizeit, sondern er zählt zur Obligationszeit, in der außerdem „Aktivitäten wie Haushalts- und Reparaturarbeiten, Behördengänge…“ erledigt werden. Die Länge des Arbeitswegs entscheidet meist auch über die Wahl des Verkehrsmittels. Danach benutzten im Jahre 2014 im Modal Split Deutschlands 66,8 % den motorisierten Individualverkehr, 14,0 % öffentliche Verkehrsmittel, 9 % sind Fußgänger und 8,8 % benutzten das Fahrrad auf dem Weg zur Arbeitsstätte.

## Arbeitsrecht
Auf dem Arbeitsweg lauern für den Arbeitnehmer zahlreiche Gefahren, vor allem technische (etwa Panne des Verkehrsmittels), verkehrsbedingte (etwa Umleitung, Verkehrsstau, Verkehrsunfall) oder witterungsbedingte (Regen, Schnee, Sturm). Hieraus können Risiken resultieren, die der Arbeitnehmer zu vertreten hat. Da der Arbeitnehmer das Wegerisiko trägt, entfällt seine Arbeitsfähigkeit, wenn er seinen Arbeitsplatz infolge von objektiven Hindernissen wie Verkehrsstörungen (etwa Fahrverbot wegen Smogalarm, Ausfall der öffentlichen Verkehrsmittel, Straßensperrung) oder Naturereignissen (wie Hochwasser, Schneeverwehungen, Eisglätte) nicht erreichen kann. Es handelt sich hierbei um „objektive Leistungshindernisse“, bei denen die Leistungspflicht des Arbeitgebers aus dem rechtlichen Gesichtspunkt des § 616 BGB entfällt. Damit greift zu Lasten des Arbeitnehmers § 297 BGB ein, wonach der Arbeitgeber nicht in Annahmeverzug gerät, wenn der Arbeitnehmer zur vertraglich vorgesehenen Zeit außerstande ist, die von ihm geschuldete Arbeitsleistung zu bewirken. Dabei ist unter „Außerstande sein“ nicht nur subjektive, sondern auch objektive Unmöglichkeit der Leistung zu verstehen, wie schon der Gesetzeswortlaut deutlich macht. Demnach muss der Arbeitgeber für die ausgefallene Arbeitszeit kein Arbeitsentgelt zahlen. Der Arbeitnehmer hat gemäß § 615 BGB keinen Anspruch auf Arbeitsentgelt, wenn er seine Arbeit deshalb nicht anbieten kann, weil die Straßen unpassierbar sind.

## Sozialversicherungsrecht
Das Wegerisiko des Arbeitnehmers fällt in einen Zwischenbereich, in dem sich die Privatsphäre des Arbeitnehmers (Wahl der Wohnung) mit seinen Arbeitspflichten (Erscheinen am Arbeitsplatz) vermengt. Ein Wegeunfall liegt vor, wenn der unmittelbare Weg zur Arbeitsstätte gewählt wurde und hier der Arbeitnehmer einen Unfall mit Personenschaden erleidet. Dieser Arbeitsweg muss nicht immer der kürzeste Weg sein, wenn ein anderer Weg schneller, sicherer oder verkehrsgünstiger ist. Versicherungsrechtlich liegt der Arbeitsweg zwischen Haustür (Garagentor) und Werkstor, ohne dass es unterwegs zu Unterbrechungen kommt. Nicht nur die eigentliche Berufstätigkeit, sondern auch der Weg zur Arbeit und wieder nach Hause wird als versicherte Tätigkeit anerkannt. Der Wegeunfall ist nämlich gemäß § 8 Abs. 2 Nr. 1–4 SGB VII dem Arbeitsunfall gleichgestellt und über die gesetzliche Unfallversicherung gedeckt. „Weg“ ist hierbei nicht die Wegstrecke, sondern das Zurücklegen des Weges durch Fortbewegung.
Das Versicherungsrecht unterscheidet dabei zwischen Abwegen, Umwegen und Unterbrechungen:
- Ein Abweg liegt vor, wenn der versicherte Arbeitnehmer seinen üblichen Arbeitsweg verlässt, um private Angelegenheiten zu erledigen (etwa Tanken, Einkäufe oder Arztbesuch), um danach auf den üblichen Arbeitsweg zurückzukehren. Während dieser Zeit gibt es keinen Versicherungsschutz.
- Umwege sind nicht unerhebliche Verlängerungen des Arbeitsweges aus privaten Gründen, also eingeschobene, nicht im inneren Zusammenhang mit dem Arbeitsweg stehende Wege,[6] bei denen ebenfalls der Versicherungsschutz entfällt.
- Unterbrechungen liegen vor, wenn der Arbeitnehmer den Arbeitsweg (Straße) verlässt und aus privaten Gründen ein fremdes Grundstück oder einen Geschäftsraum betritt (Zeitungsladen); der Versicherungsschutz entfällt auch hier.

In allen Fällen verlässt der Arbeitnehmer den üblichen Arbeitsweg. Der erforderliche innere Zusammenhang setzt voraus, dass die Zurücklegung des Weges wesentlich dazu zu dienen bestimmt ist, den Arbeitsort oder nach Beendigung der Tätigkeit die eigene Wohnung oder einen andern Endpunkt des Weges vom Arbeitsort zu erreichen.
Der Arbeitsweg von und zur Arbeit steht nach § 8 Abs. 2 Nr. 1 SGB VII nicht nur einmal am Tag unter Versicherungsschutz, sondern gegebenenfalls mehrmals, wenn dieses wiederholte Zurücklegen des Weges durch die versicherte Tätigkeit bedingt und ihr damit zuzurechnen ist. Unfälle auf Dienstreisen sind keine Wegeunfälle, sondern gehören zu den Arbeitsunfällen.

## Steuerrecht
Im Steuerrecht hat der Arbeitsweg vor allem Bedeutung für die im Einkommensteuergesetz (EStG) vorgesehene Entfernungspauschale. Auch das Steuerrecht zählt den Arbeitsweg nicht zur Privatsphäre, sondern die Aufwendungen für Verkehrsmittel werden als Entfernungspauschalen zwischen Wohnung und erster Tätigkeitsstätte für einen Entfernungskilometer Arbeitsweg gemäß § 9 Abs. 1 Nr. 4 EStG für jeden Arbeitstag mit 30 Cent pro Kilometer berücksichtigt. Die Pauschale gilt unabhängig vom benutzten Verkehrsmittel.
In der Schweiz wurde in den letzten Jahren der Steuerabzug fürs Pendeln mit dem Auto durch immer mehr Kantone begrenzt (Stand: 2021).

## Pendler
Ab welchem Arbeitsweg eine Arbeitskraft zum Pendler wird, ist umstritten. Einerseits soll die Überschreitung der Grenze ihres Wohnortes genügen, andererseits gilt ein Arbeitsweg von 45 Minuten oder erst ab einer Stunde („Fernpendler“) als Pendlerweg.